# 莱维 (魁北克省)
莱维（法語：Lévis，法語：[levi] ⓘ）是加拿大魁北克东部的一座城市，坐落在圣劳伦斯河南岸，与魁北克首府魁北克市组成大魁北克市都会区。魁北克老城和莱维老城之间有渡轮连接。魁北克桥和皮埃尔波拉特桥连接了魁北克市西部和莱维新城。莱维交通公司负责城市的公共交通运营。
如今的莱维城建立于2002年，由周边十座城市合并而成，其中包括莱维老城。2011年，莱维城的人口为138,769人。